# Vicariato apostolico di Beirut
Il vicariato apostolico di Beirut (in latino Vicariatus Apostolicus Berytensis) è una sede della Chiesa cattolica in Libano immediatamente soggetta alla Santa Sede. Nel 2022 contava 18.000 battezzati. È retto dal vescovo Cesar Essayan, O.F.M.Conv.

## Territorio
Il vicariato apostolico estende la sua giurisdizione su tutti i fedeli cattolici di rito latino del Libano.
Sede del vicariato è la città di Beirut, dove si trova la cattedrale di San Luigi.
Il territorio è suddiviso in 10 parrocchie.

## Storia
La presenza cattolica di rito latino in Libano inizia con le Crociate alla fine dell'XI secolo e si conclude con la definitiva sconfitta dei crociati e la scomparsa dei principati crociati in Medio Oriente dopo la metà del XIII secolo. In questo periodo nelle terre corrispondenti all'attuale Libano furono istituite diverse circoscrizioni ecclesiastiche latine, che il più delle volte andarono a soppiantare antiche sedi vescovili dei primi tempi del cristianesimo: dall'arcidiocesi di Tiro dipendevano le diocesi suffraganee di San Giovanni d'Acri, Cesarea di Filippo, Sidone e Berito (Beirut), mentre dal patriarcato latino di Antiochia dipendevano le suffraganee di Biblo, Tripoli e Antarado. Queste diocesi scomparvero con la fine del periodo crociato ed oggi rimangono per lo più come sede titolari.
La presenza latina continuò nel Paese con i Francescani, arrivati fin dal XIII secolo, e poi con missionari di altri ordini religiosi, quali i Cappuccini, i Carmelitani, i Lazzaristi ed i Gesuiti, giunti nel XVII secolo. Per i fedeli di rito latino del Libano non fu istituita nessuna circoscrizione ecclesiastica, fino alla fine del mandato francese al termine della seconda guerra mondiale: il delegato apostolico della Siria svolgeva anche le funzioni di vescovo dei cattolici latini del Libano.
Il vicariato apostolico è stato eretto il 4 giugno 1953 con la bolla Solent caeli di papa Pio XII, ricavandone il territorio dal vicariato apostolico di Aleppo.
Il vicario apostolico è membro di diritto della Conferenza dei vescovi latini nelle regioni arabe.

## Cronotassi dei vescovi
Si omettono i periodi di sede vacante non superiori ai 2 anni o non storicamente accertati.
- Eustace John Smith, O.F.M. † (8 dicembre 1955 - 1973 dimesso)
- Paul Bassim, O.C.D. † (8 settembre 1974 - 30 luglio 1999 ritirato)
- Paul Dahdah, O.C.D. (30 luglio 1999 - 2 agosto 2016 ritirato)
- Cesar Essayan, O.F.M.Conv., dal 2 agosto 2016

## Statistiche
Il vicariato apostolico nel 2022 contava 18.000 battezzati.
| anno | popolazione | popolazione | popolazione | presbiteri | presbiteri | presbiteri | presbiteri                | diaconi | religiosi | religiosi | parrocchie |
| anno | battezzati  | totale      | %           | numero     | secolari   | regolari   | battezzati per presbitero | diaconi | uomini    | donne     | parrocchie |
| ---- | ----------- | ----------- | ----------- | ---------- | ---------- | ---------- | ------------------------- | ------- | --------- | --------- | ---------- |
| 1969 | 16.000      | ?           | ?           | 230        | 7          | 223        | 69                        |         | 369       | 1.443     | 8          |
| 1980 | 20.000      | ?           | ?           | 209        | 9          | 200        | 95                        |         | 383       | 1.800     | 9          |
| 1988 | 20.000      | ?           | ?           | 271        | 3          | 268        | 73                        |         | 268       | 1.440     | 9          |
| 1999 | 20.000      | ?           | ?           | 238        | 2          | 236        | 84                        |         | 243       | 1.320     | 9          |
| 2000 | 20.000      | ?           | ?           | 240        | 2          | 238        | 83                        |         | 246       | 1.322     | 9          |
| 2001 | 20.000      | ?           | ?           | 166        | 2          | 164        | 120                       |         | 270       | 1.275     | 8          |
| 2002 | 15.000      | ?           | ?           | 138        | 2          | 136        | 108                       |         | 250       | 1.375     | 8          |
| 2003 | 15.000      | ?           | ?           | 140        | 2          | 138        | 107                       |         | 251       | 1.210     | 7          |
| 2004 | 15.000      | ?           | ?           | 135        | 1          | 134        | 111                       |         | 210       | 1.240     | 8          |
| 2005 | 15.000      | ?           | ?           | 176        | 1          | 175        | 85                        |         | 225       | 1.181     | 8          |
| 2010 | 15.000      | ?           | ?           | 161        | 1          | 160        | 93                        | 1       | 208       | 1.115     | 8          |
| 2014 | 10.000      | ?           | ?           | 131        | 2          | 129        | 76                        | 2       | 207       | 1.105     | 8          |
| 2017 | 15.000      | ?           | ?           | 135        | 1          | 134        | 111                       | 2       | 213       | 1.015     | 8          |
| 2020 | 18.000      | ?           | ?           | 137        |            | 137        | 131                       | 2       | 210       | 922       | 8          |
| 2022 | 18.000      | ?           | ?           | 144        | 1          | 143        | 125                       | 7       | 194       | 822       | 10         |